# Datvia deserticola
Datvia deserticola är en tvåvingeart som beskrevs av Richter 1972. Datvia deserticola ingår i släktet Datvia och familjen parasitflugor. Inga underarter finns listade i Catalogue of Life.